# 菲利普·约翰·海因里希·福特
菲利普·约翰·海因里希·福特 （德語：Philipp Johann Heinrich Fauth，1867年3月19日—1941年1月4日），生于巴伐利亚王国巴特迪克海姆（位于今莱茵兰-普法尔茨州），是一位德国月面学家。
他曾经是一名中学教师，在他父亲指给他看过科贾彗星后，从此激发了他对天文学的兴趣。作为一名业余天文学家，他以强烈而谨慎的态度研究了月球的构造，在1884年至1940年间编制了一部大范围的月球图集（直到1964年才出版，今天已被视为珍藏品）。1936年他撰写的《我们的月球》在不莱梅出版。
在兰施图尔天文台工作时，福特将月球划分为24个区域，并承担起这项艰巨的测绘工作，当时摄影技术进步已使得对月球表面的测绘更加可靠。
1913年，他与奥地利宇宙学家汉斯·赫尔比格合作发表了现已被否定的“世界冰理论”（Welteislehre），后来奥地利研究者暨作家汉斯·辛德勒·贝拉米对该理论进行了探究调查。
1939年，纳粹头目海因里希·希姆莱授予他教授头衔，虽然福特从未在任何一所大学教过书，也从未获得过任何博士学位。
1941年1月4日他在德国巴伐利亚州格林瓦尔德镇去世。
月球上的福特陨石坑就是以他的名字命名的。

## 备注
1. ↑  Hockey, Thomas. . Springer Publishing. 2009  [August 22, 2012]. ISBN 978-0-387-31022-0. （原始内容存档于2020-07-14）.
2. ↑  Hans Hoerbiger and Philipp Fauth, Glazialkosmogenie. 1913